# Paracetamol
Paracetamol (Amerikaans-Engels: acetaminophen) is een veelgebruikt pijnstillend en koortsverlagend middel. Vaak wordt het in combinatie met andere geneesmiddelen ingezet. Het wordt meestal oraal of rectaal toegediend, maar paracetamol kan ook via de ader worden geïnjecteerd. De effecten duren tussen twee en vier uur.
Paracetamol is bij de aanbevolen dosering een veilig medicijn. De aanbevolen maximale dagelijkse dosis voor een volwassene is drie tot vier gram. Wanneer deze dosis wordt overschreden, kan leverfalen optreden. De naam paracetamol is afgeleid van de chemische naam: para-acetylaminofenol. De stof is opgenomen in de lijst van essentiële geneesmiddelen van de WHO, waarin de meest effectieve en veilige medicijnen staan die nodig zijn in de gezondheidszorg.

## Geschiedenis
Paracetamol werd voor het eerst in 1878 door Harmon Northrop Morse gesynthetiseerd en in 1893 voor de eerste keer in de geneeskunde gebruikt door Josef von Mering. Al vrij snel daarna raakte paracetamol uit de gratie vanwege een bizarre bijwerking: sommige gebruikers kregen een blauwe huidskleur na gebruik, waarschijnlijk als gevolg van contaminatie met een ander middel. Toen in de jaren 1940 ontdekt werd dat paracetamol koortsverlagend en pijnstillend werkte, nam de populariteit weer toe.
De grootste stijging in populariteit ontstond toen in de jaren 1960 bezorgdheid ontstond over de langetermijneffecten van fenacetine. Men ontdekte toen dat paracetamol de actieve metaboliet is van acetanilide. Acetanilide werd in 1886 geïntroduceerd, maar bleek te toxisch. Men ging op zoek naar minder giftige alternatieven die qua chemische structuur sterk op acetanilide leken; één daarvan was paracetamol.

## Werking
Het werkingsmechanisme van paracetamol is nog steeds onduidelijk. Er zijn twee hypotheses: (1) remmen van cyclo-oxygenases (COX, enzymen betrokken bij ontstekingsreacties) en (2) beïnvloeding van het serotonerge systeem; dat zijn zenuwbanen die onder andere een rol spelen bij de gewaarwording van pijn.

## Bijwerkingen
Er zijn aanwijzingen dat veelvuldig gebruik van paracetamol interne bloedingen kan bevorderen.
Een aantal onderzoeken uit 2019 suggereert dat het gebruik van paracetamol tijdens de zwangerschap de ontwikkeling van het kind in de baarmoeder zou kunnen schaden. Een oorzakelijk verband tussen paracetamol en ADHD wordt echter "zeker niet bewezen" geacht.

## Dosering
Voor gezonde volwassenen is de maximale dosis per etmaal 6-8x 500 mg voor de tabletten (bij chronisch gebruik 6x 500 mg), 3-4x 500–1000 mg voor de zetpillen. Er dient een periode van minimaal 3-4 uur tussen de doseringen in te zitten. In de bijsluiter staat meestal een dosering van maximaal 6x 500 mg of 3x 1000 mg aangegeven. Bij normaal gebruik wordt paracetamol als een veilig middel beschouwd.

## Schadelijkheid bij overdosering
Beschadiging van de lever kan optreden na de inname van een enkele dosis van 10 tot 15 gram paracetamol. In de lever bevinden zich metaboliserende enzymen die paracetamol omzetten in een toxische metaboliet. Een leververgiftiging kan zeer pijnlijk zijn en een aantal dagen duren. Inname van een enkele dosis van 20 tot 25 gram kan fataal zijn.
Anderzijds zijn er ook gevallen bekend waarbij de inname van een enorme hoeveelheid paracetamol niet tot leverschade leidde.
Bij een eenmalige inname van meer dan 70 mg/kg (ongeveer 5 gram voor volwassenen) zijn de nadelige effecten al te verwachten. Met 140 mg/kg (circa 10 gram voor volwassenen) wordt er matig ernstige leverschade gezien, en bij 200 mg/kg (ongeveer 14 gram voor volwassenen) is dit al ernstige leverschade. De absolute hoeveelheden zijn voor kinderen lager dan hier vermeld. Ook dagelijks gebruik van de normale dosering kan uiteindelijk leiden tot leverschade.

### Behandeling overdosering
Een overdosis paracetamol kan, indien er tijdig (binnen acht uur) wordt ingegrepen, door een arts behandeld worden met acetylcysteïne (Lysomucil, Fluimucil). De N-acetylcysteïne maakt de gevormde, schadelijke paracetamolmetaboliet N-acetylparabenzochinonimine (NAPQI) onschadelijk door ermee te reageren. Deze metaboliet is verantwoordelijk voor hepatotoxiciteit (leververgiftiging). In normale omstandigheden wordt het NAPQI opgevangen (geconjugeerd) door glutathion, maar bij overdosering raakt dit systeem verzadigd en zal het NAPQI zich vrij opstapelen. Behandeling met acetylcysteïne verzorgt dan een aanvulling van de glutathionvoorraad, zodat een overdosis aan NAPQI alsnog opgevangen kan worden. Geactiveerde kool gecombineerd met het laxeermiddel natriumsulfaat vermindert de opname van paracetamol in het lichaam, maar is enkel van nut wanneer het binnen vier tot zes uur na inname gegeven wordt. Wanneer de patiënt binnen twee uur behandeld wordt, is maagspoelen ook nog een goede remedie. Het zorgt ervoor dat het nog aanwezige paracetamol in de maag en darmen zo snel mogelijk het lichaam verlaat, waardoor er niet nog meer paracetamol opgenomen kan worden.

### Gespreide overdosis
Regelmatig een enigszins te hoge dosis, of langdurig de maximale dosis paracetamol gebruiken kan leiden tot een 'gemaskeerde' overdosis die in het bloed niet aantoonbaar is. Het risico dat leverschade zich hierdoor langzaam opbouwt is groot, zodat behandeling dringend geboden is. Doordat dit minder eenvoudig is vast te stellen dan bij een eenmalige overdosis is de kans op overlijden mogelijk zelfs groter.

## Preparaten
Paracetamol is in verschillende toedieningsvormen, al dan niet in combinatie met een ander middel, beschikbaar. De orale vormen zijn in de meeste landen zonder recept te krijgen, vaak ook in de supermarkt.
- tablet, merkloos of als Panadol, Dafalgan[24]
- zetpil, merkloos, verschillende fabrikanten
- drank, merkloos of als Daro voor kinderen
- 'smelttablet', smelttabletten 'Roter', Dafalgan odis
- poeder, Daro hoofdpijnpoeder, Lemsip
- intraveneus, Perfalgan, Perfusalgan, Paracetamol EG
- bruistablet, Dafalgan

Een voordeel van zetpillen is dat ze ook gebruikt kunnen worden als de patiënt misselijk is of moet braken en in geval van slikproblemen.
Combinaties met andere middelen.
- cafeïne, merkloos of als Finimal, Panadol Plus, Witte Kruis
- acetylsalicylzuur (aspirine) zoals Chefarine
- acetylsalicylzuur (aspirine) en cafeïne zoals in APC-tabletten
- propyfenazon en cafeïne zoals in Saridon
- pseudo-efedrinehydrochloride zoals in NioCitran
- Andere combinaties zijn mogelijk.

Er zijn aanwijzingen dat paracetamol in combinatie met cafeïne sneller en langer werkt.
Het toevoegen van codeïne aan paracetamol vergroot het therapeutisch effect (pijnstilling) slechts in geringe mate. Bij incidenteel gebruik is het voordeel dus gering, in geval van langdurig gebruik zijn de nadelen waarschijnlijk groter dan de voordelen; het ontstaan van tolerantie en misbruik (verslaving).
Combinaties van pijnstillers (anders dan de combinatie met cafeïne of codeïne) worden bij de behandeling van chronische pijn, onder toezicht van een arts, veelvuldig toegepast. Voor de thuisgebruiker valt gebruik hiervan af te raden.